# Dublin Murders
Dublin Murders é uma série de televisão criada por Sarah Phelps. A série é baseado nos dois primeiros livros Dublin Murder Squad de Tana French, encomendados pela BBC para a BBC One e Starz, com a RTÉ posteriormente se juntando ao projeto. A história, composta por oito episódios, é adaptada de In the Woods e The Likeness.
A série estreou na BBC One em 14 de outubro de 2019, na RTÉ One em 16 de outubro de 2019 e na Starz em 10 de novembro de 2019.

## Elenco
- Killian Scott como Rob Reilly
- Sarah Greene como Cassie Maddox
- Tom Vaughan-Lawlor como Frank Mackey
- Moe Dunford como Sam O'Neill
- Sam Keeley como Daniel March
- Antonio Aakeel como Raphael "Rafe" Hyland
- Charlie Kelly como Justin Mannering
- Vanessa Emme como Abigail "Abby" Stone
- Leah McNamara como Rosalind Devlin
- Ian Kenny como Phelan
- Eugene O'Hare como Quigley
- Jonny Holden como Damien Donnelly
- Conleth Hill como O'Kelly
- Peter McDonald como Jonathan Devlin
- Kathy Monahan como Margaret Devlin
- Ericka Roe como Alannah Shorey
- Amy Macken como Katy e Jessica Devlin

## Produção

### Desenvolvimento
Dublin Murders foi contratada pela emissora britânica de serviços públicos BBC para a BBC One, e Starz, com a emissora irlandesa de serviços públicos RTÉ posteriormente se juntando ao projeto. Produzida pela Euston Films, parte do grupo Fremantle Media, a FremantleMedia International lida com direitos internacionais. Sarah Phelps escreveu o roteiro baseado em In the Woods e The Likeness, dois livros escritos por Tana French. Carmel Maloney produziu a série. Sarah Phelps, Kate Harwood, Noemi Spanos, Ed Guiney, Alan Gasmer, Peter Jaysen, Elizabeth Kilgariff, Saul Dibb e Tommy Bulfin são produtores executivos.

### Filmagem
As filmagens começaram em 2018 em Belfast e Dublin e continuaram em Dublin até o final de fevereiro de 2019.